# Petro Tronko

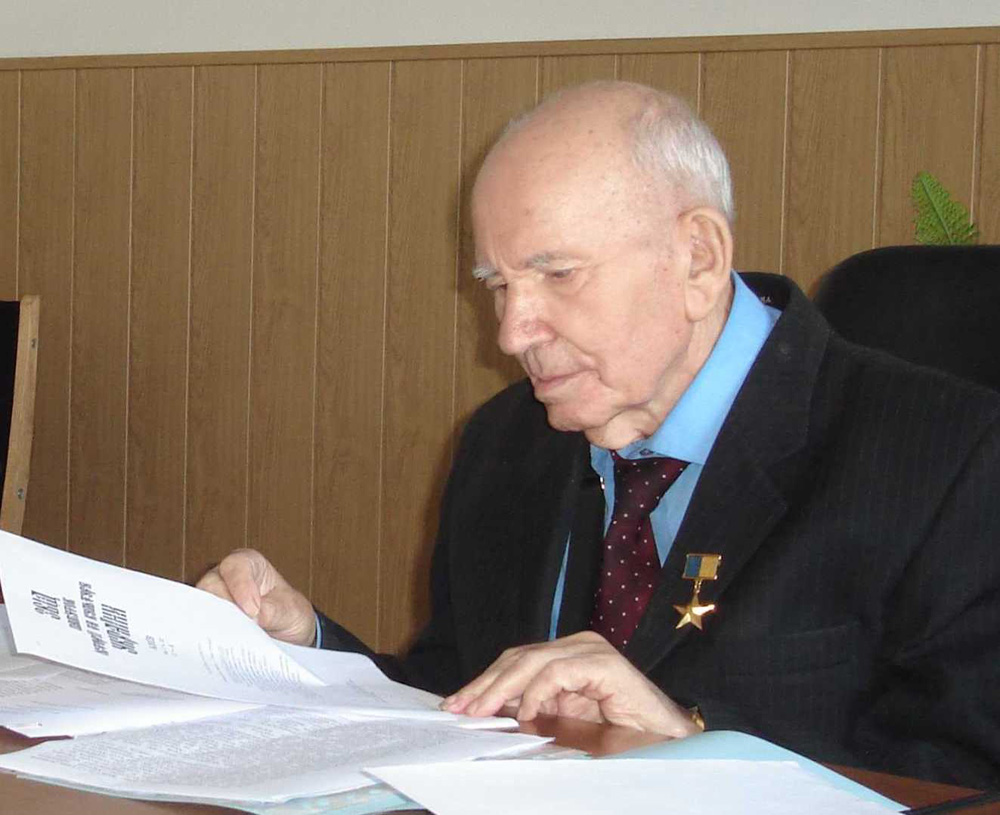
Petro Tronko

Petro Tymofijowytsch Tronko (* 29. Junijul. / 12. Juli 1915greg. in Sabrody, Gouvernement Charkow, Russisches Reich; † 12. September 2011 in Kiew, Ukraine) war ein sowjetisch-ukrainischer Historiker und Politiker.

## Leben
Von 1967 bis 1978 war Tronko Vorsitzender der ukrainischen Gesellschaft für Denkmalschutz, Geschichte und Kultur und in dieser Funktion der Initiator des Pirogow-Freilichtmuseums.
Petro Tronko war der verantwortliche Chefredakteur der 26-bändigen Geschichte der Städte und Dörfer der Ukrainischen SSR sowie Autor zahlreicher Publikationen, darunter über 600 wissenschaftlichen Arbeiten und 17 Monographien. Außerdem war er Akademiemitglied und 1978/1979 Vizepräsident der Nationalen Akademie der Wissenschaften der Ukraine.
Tronko war Inspirator und von 1990 bis zu seinem Tod Vorsitzender der Nationalen Union der Ethnographen der Ukraine (НСКУ).
Er starb hochbetagt in Kiew und ist dort auf dem Baikowe-Friedhof (Abschnitt 6) begraben.

### Politische Aktivität
Petro Tronko war 1939 Mitglied der Nationalversammlung der Westukraine, die deren Beitritt zur Sowjetunion legalisierte. Zwischen 1961 und 1978 war er stellvertretender Vorsitzender des Ministerrats der USSR.
Er war Delegierter auf dem XXII., XXIII. und XXV. Parteitag der KPdSU und den Parteitagen XVI bis XXVII der Kommunistischen Partei der Ukraine sowie während neun Legislaturperioden Abgeordneter Obersten Sowjets der Ukraine, der Werchowna Rada.

## Ehrungen
Petro Tronko erhielt zahlreiche Orden und Ehrungen. Darunter:
- 1943 Orden des Roten Sterns[4]
- 1958, 1965, 1971, 1973 Orden des Roten Banners der Arbeit[4]
- 1961 Leninorden[4]
- 1975 Orden der Völkerfreundschaft[4]
- 1983 Orden der Oktoberrevolution[4]
- 1985 Orden des Vaterländischen Krieges 1. Klasse[4]
- 1990 Verdienter Wissenschaftler der UdSSR[4]
- 1995 Ukrainischer Verdienstorden 3. Klasse[4]
- 1999 Bogdan-Chmelnizki-Orden 2. Klasse[4]
- 2000 Held der Ukraine[4]
- 2003 Ehrenbürger der Stadt Kiew[6]
- 2005 Orden des Fürsten Jaroslaw des Weisen 5. Klasse[4]